# 버디 (가수)
버디라는 예명으로 잘 알려진 재스민 반 덴 보가드
(Birdy, Jasmine Lucilla Elizabeth Jennifer van den Bogaerde, 1996년 5월 15일 ~ )는 잉글랜드의 가수이다. 2008년, 12살의 나이로 영국의 음악 콘테스트 오픈 마이크 UK에서 우승하면서 이름을 알렸다. 본 이베어의 "Skinny Love"를 자신만의 스타일로 재해석한 데뷔 싱글은 유럽 곳곳에서 차트 상위권을 차지했다. 2011년 11월 9일 발매된 자신의 이름을 딴 데뷔 앨범 Birdy 역시 호주, 벨기에, 네덜란드 등지에서 차트 1위를 차지하면서 성공적인 데뷔를 치렀다.
버디의 두번째 앨범 Fire Within 은 2013년 9월 23일 발매되었으며, 모든 곡의 제작에 그녀 본인이 참여하였다. 이 앨범은 미국 빌보드 200 앨범 차트에서 최고순위 24위, 영국 음반 차트에서 8위를 기록한다. 버디의 3번째 앨범 Beautiful Lies는 2016년 3월에 발매되었다. 이 앨범을 통해 영국 음반 차트 최고순위 3위를 기록했고, 2018년 기준 10만 장을 넘게 판매하면서 영국 레코드 협회 (BPI)의 Gold 인증을 받는다.
정규 앨범 활동 이외에도 그녀는 《헝거 게임: 판엠의 불꽃》, 《안녕, 헤이즐》등의 영화의 사운드트랙 제작에 기여했으며, 데이비드 게타의 "I'll Keep Loving You", 패신저의 "Beautiful Birds" 그리고 시그마의 곡 "Find Me"에 피처링으로 참여하기도 했다.

## 어린 시절
버디는 1996년 5월 15일, 잉글랜드 런던에서 태어났다. 이후 잉글랜드 햄프셔주 리밍턴에서 길러졌다. 그녀의 아버지는 작가인 루퍼트 보가드이며, 그녀의 어머니는 콘서트 피아니스트이다. 버디는 7살 때부터 피아노를 배우기 시작했으며 8살 때는 작곡을 시작했다. '버디'라는 예명은 어릴적 부모님이 지어준 별명이다. 버디가 아기일 때 밥을 주면 작은 새처럼 입을 벌린다고 해서 그렇게 불렀다고 한다. 학교 선생님을 제외한, 가족과 친구들은 모두 그녀를 '버디'라고 부른다.
버디의 증조부는 1992년 기사 작위를 받은 영국의 배우 더크 보가드(Sir Dirk Bogarde)이며, 그녀 위로 잉글랜드, 벨기에, 네덜란드 그리고 스코트랜드계 조상이 있다.

## 경력

### 2008-13: 경력 시작, 그리고Birdy
2008년, 12살 이었던 버디는 영국의 음악 콘테스트 Open Mic UK에서 우승했다. 18세 이하 부문에서 우승했고, 이어서 만 여명의 경쟁자를 제치고 최종 우승까지 거머쥐었다. 버디는 2천 여명의 관중 앞에서 자작곡 "So Be Free"를 불렀다.
2011년 1월, 14살 때 본 이베어의 "Skinny Love"의 커버 버전을 발매한다. 이 노래는 영국 싱글 차트에서 17위를 차지하는 좋은 성적을 거두었으며, 영국의 유명 라디오 DJ 펀 코튼에 의해 "Record of The Week"으로 선정되기도 했다.
 2011년 5월 5일, 미국 드라마 《뱀파이어 다이어리》의 에피소드 "The Sun Also Rises"에 삽입되기도 했다. 네덜란드에서는 차트 1위를 차지하였다. 이후, 버디는 에드 시런의 "The A Team", The xx의 "Shelter"를 비롯한 많은 곡들을 커버했다. 버디가 커버한 "Shelter"는 2011년 9월 29일 방영된 《뱀파이어 다이어리》의 에피소드 "The End of the Affiar"에 삽입되었다.
그녀의 이름을 딴 데뷔 앨범 Birdy는 2011년 11월 7일 발매되었다. 한 곡의 자작곡을 제외하고는 모두 커버 트랙이 실린 이 앨범은 영국에서 차트 13위, 아일랜드에서 40위, 벨기에와 네덜란드, 호주에서는 1위를 차지했다. Birdy는 메타크리딕에서 100점 만점의 61점의 점수를 기록했다.
2012년 8월 7일, 버디는 8개의 트랙이 담긴 미니앨범 (EP) Live in London을 발매한다. 이 앨범에는 에드 시런의 "The A Team"의 커버 버전, 영화 《헝거 게임: 판엠의 불꽃》의 사운드트랙 "Just a Game" 그리고 1집 앨범 일부 곡의 라이브 퍼포먼스 버전이 실려있다.

### 2013-15:Fire Within과 그 이외 활동

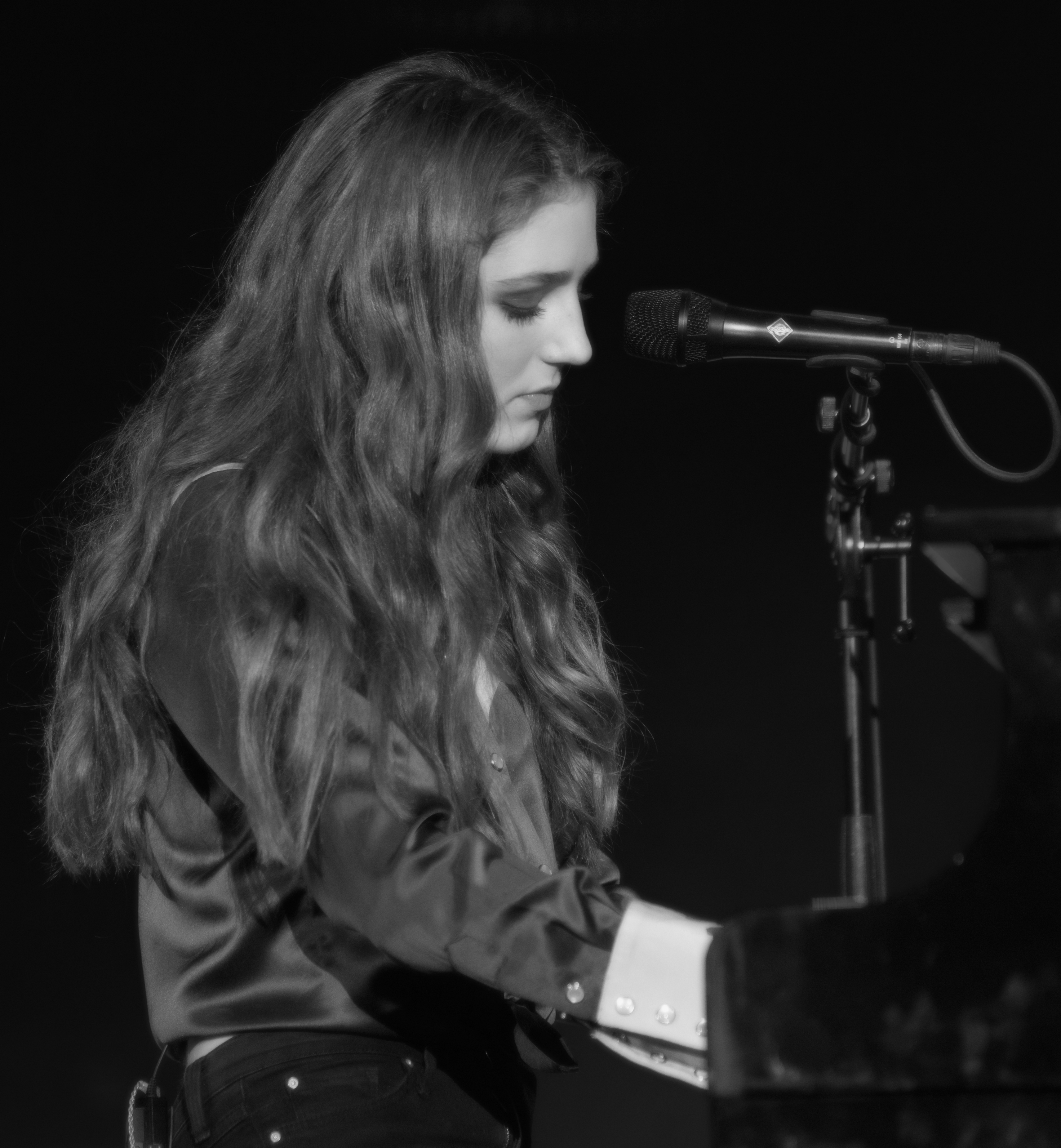
2013년, New Pop Festival에서 공연하는 버디.

2013년 7월 10일, 두번째 스튜디오 앨범인 Fire Within의 발매를 알렸다. 앨범의 리드싱글 "Wings"는 2013년 7월 22일에 발매되었으며, 두번째 싱글 "All You Never Say"는 2013년 8월 15일에 공개되었다. "Wings"는 《뱀파이어 다이어리》의 에피소드 "Home"에 삽입되었다.
2013년 9월 23일, 그녀의 3집 앨범 Fire Within이 정식 발매되었고, 평론가들의 점수를 종합한 지표인 메타크리틱의 메타스코어에서 100점 만점에 66점을 기록했다. 이 앨범은 미국 빌보드 200 앨범 차트에서 최고순위 24위, 빌보드 포크 앨범 차트에서는 1위를 기록했으며, 영국 앨범 차트에서는 8위의 성적을 기록했다. 이후 앨범 판매량이 10만 장을 넘기면서 영국 레코드 협회 (BPI)의 Gold 판매량 인증을 받았다.
이 기간동안 버디는 영화 OST에도 참여했는데, "Tee Shirt". "Best shot", "Not About Angels", 세 곡이 영화 《안녕, 헤이즐》(The Fault in Our Stars)의 사운드트랙에 실렸다. 2012년 3월, "Just a Game"이 영화 《헝거 게임: 판엠의 불꽃》사운드트랙에 실렸다. 그해 6월, "Learn Me Right"은 픽사 애니메이션 《메리다와 마법의 숲》 사운드트랙에 실렸으며, 그래미 어워드 OST부문에 노미네이트되었다. 이외에도 2014년도 데이비드 게타의 앨범 Listen의 수록곡 중 하나인 "I'll Keep Loving You"에 피처링 아티스트로 참여하기도 했으며, 2015년 11월에 발매된 "Let It All Go"라는 곡을 가수 로즈(Rhodes)와 공동으로 작업했다.

### 2016-현재:Beautiful Lies와 그 이외 활동

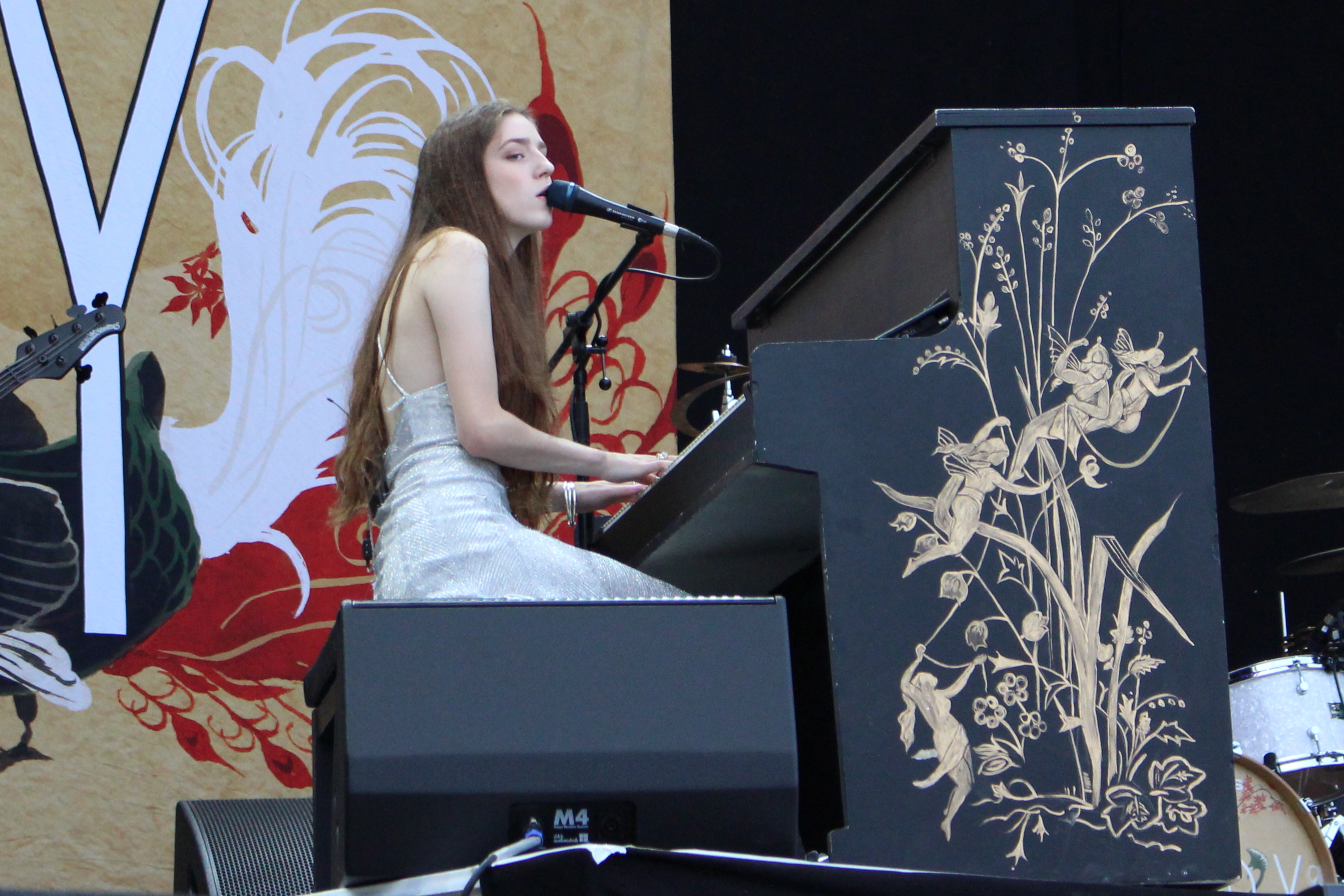
Frequency Festival 2017에서 공연하는 버디

2016년 1월 1일, 버디는 새로운 정규 앨범의 리드싱글인 "Keeping Your Head Up"을 발매하면서 새로운 앨범의 소식을 알렸다. 그녀의 3번째 정규앨범인 Beautiful Lies는 2016년 3월 25일에 발매되었다. 버디는 정규 앨범 발매 전 공개한 Beautiful Lies의 첫번째 싱글인 "Keeping Your Head Up"을 시작으로 3집 앨점 활동을 시작한다. 이 곡의 뮤직비디오는 2016년 1월 28일에 각종 매체를 통해 공개되었으며, "Keeping Your Head Up"은 영국 싱글 차트에서 최고 순위 57위를 기록했다. 2집과 마찬가지로 버디 본인이 모든 곡의 제작에 참여한 Beautiful Lies는 발매 이후 평론가들의 평가를 종합한 메타크리틱의 메타스코어 73점을 받았으며, 영국 앨범 차트에서 최고순위 3위를 기록했다. 또한 영국 레코드 협회 (BPI) 판매량 인증에서 2016년에 6만 부 이상 판매하여 Silver 인증을, 2018년 1월에는 앨범 판매량이 10만 장을 넘기면서 Gold 판매량 인증을 받았다.
앨범 발매 이후에는 Beautiful Lies 월드 투어를 통하여 영국을 포함한 유럽 대륙, 북미 그리고 아시아 지역 투어를 실시했다. 특히 아시아 투어 일정 중 한국에서의 공연이 성사되면서, 경기도 이천에서 열린 밸리 록 페스티벌을 통한 공연과 라디오 출연 등 내한 일정을 소화하기도 했다.
이외에도 이 기간동안 버디는 영화 OST와 다른 가수의 곡에 피처링으로 참여했는데, "Ghost in the Wind"는 2016년도에 개봉한 영화 《지랄발광 17세》의 사운드 트랙에 사용되었다. 버디는 그 해 10월에 공개된 패신저의 곡 "Beautiful Birds"에 피처링으로 참여했으며, 시그마의 곡 "Find Me"에도 피처링으로 참여했다. 특히, "Find Me"는 영국 싱글 차트 최고순위 36위, 빌보드 Dance Club Song 차트에서 최고순위 1위를 기록했다.
2017년 10월 인터뷰에서 버디는 새 앨범의 제작 소식을 전했다. 그녀는 "새로운 앨범에 들어갈 곡을 쓰고 있었다"고 밝히면서도 "아직 초기 단계라 어떻게 진행될지는 모르겠다"고 하며 차기 앨범의 공개 일정이나 주제 등에 대해서는 밝히지 않았다.

## 디스코그래피

### 정규 앨범
- Birdy (2011)
- Fire Within (2013)
- Beautiful Lies (2016)

### 미니 앨범 (EP)
- Live In London (2012)
- Breathe (2013)
- Piano Sketches (2020)

### 영화 OST 참여
- 《헝거 게임: 판엠의 불꽃》(2012)
- 《메리다와 마법의 숲》(2012)
- 《블랙버드》(2014)
- 《안녕, 헤이즐》 (2014)
- 《지랄발광 17세》(2016)

## 수상 및 후보
| 년도 | 상                              | 카테고리                                                  | 결과 |
| ---- | ------------------------------- | --------------------------------------------------------- | ---- |
| 2012 | Satellite Awards                | Best Original Song ("Learn Me Right" with Mumford & Sons) | 후보 |
| 2013 | Houston Film Critics Society    | Best Original Song ("Learn Me Right" with Mumford & Sons) | 후보 |
| 2013 | 크리틱스 초이스 영화상          | Best Song ("Learn Me Right" with Mumford & Sons)          | 후보 |
| 2014 | 브릿 어워드                     | British Female Solo Artist                                | 후보 |
| 2014 | 에코                            | Female Solo Artist International                          | 수상 |
| 2014 | Los Premios 40 Principales 2014 | Best International New Artist                             | 수상 |
| 2014 | Los Premios 40 Principales 2014 | Best International Album (Fire Within)                    | 후보 |